# Delyth Morgan
Pour les articles homonymes, voir Morgan.
Delyth Jane Morgan, baronne Morgan Drefelin (né le 30 août 1961) est une pair Crossbencher à la Chambre des lords du Royaume-Uni, ayant siégé auparavant comme travailliste. Elle est élevée à la pairie en 2004 et nommée directrice générale de la campagne contre le cancer du sein, Breast Cancer Now, en 2011.

## Jeunesse et carrière professionnelle
Delyth Morgan fait ses études au Bedford College de Londres, où elle obtient un BSc en physiologie et biochimie en 1983 et aussi à l'University College de Londres. Elle est présidente de la London University Union (1985-1986).
Delyth Morgan est engagée dans la lutte contre le cancer. Elle est, durant une décennie, à la tête de l'organisation Breakthrough Breast Cancer, et participe à ce poste à la médiatisation de la lutte contre le cancer du sein. Elle dirige notamment les collectes de fonds qui ont abouti à l'ouverture en 1999 du premier centre de recherche dédié au cancer du sein du Royaume-Uni, le Centre de recherche sur le cancer du sein Breakthrough Toby Robins à l'Institut de recherche sur le cancer.
Depuis avril 2017, elle est directrice générale de Breast Cancer Now (en), créé en 2015 par la fusion de Breast Cancer Campaign et de Breakthrough Breast Cancer.

## Carrière politique
Morgan est créée pair à vie le 11 juin 2004 en prenant le titre de baronne Morgan, de Drefelin dans le comté de Dyfed.
Elle est whip du gouvernement de 2007 à 2008, porte-parole du gouvernement pour les Communautés et gouvernement local (2007-2008), le Travail et pensions (2007-2008), l'Écosse (2007-2008), le pays de Galles (2007) et le Bureau du Cabinet (2008).
Elle est sous-secrétaire d'État parlementaire (Propriété intellectuelle et qualité), au Département de l'innovation, des universités et des compétences en 2008, puis sous-secrétaire d'État parlementaire au Département de l'enfance, de l'école et de la famille de 2008 à 2010. Elle est porte-parole de l'opposition pour l'éducation en 2010.
En 2005, Morgan est nommée membre d'honneur de l'University College de Londres (son alma mater), et de l'Université de Cardiff, membre fondateur de Breakthrough Breast Cancer et membre honoraire de l'Institute of Cancer Research en 2006.